# Чемпионат России по самбо 2008
Чемпионат России по самбо 2008 года среди мужчин проходил в городе Москве с 13 по 16 марта.

## Медалисты
| Весовая категория | Золото                    | Серебро                            | Бронза                                                |
| ----------------- | ------------------------- | ---------------------------------- | ----------------------------------------------------- |
| до 52 кг          | Валерий Сороноков Пышма   | Денис Черенцов Кемеровская область | Григорий Донцов Новокузнецк Айдос Юсупов Екатеринбург |
| до 57 кг          | Тимур Галлямов Пышма      | Сергей Ялышев Санкт-Петербург      | Вячеслав Павлов Майкоп Илья Тухфатуллин Москва        |
| до 62 кг          | Илья Хлыбов Пышма         | Владимир Леонтьев Москва           | Александр Паньков Краснокамск Аслан Мудранов Армавир  |
| до 68 кг          | Сергей Шибанов Выкса      | Никита Клецков Москва              | Максим Симанов Новгород Рустам Мстоян Владимир        |
| до 74 кг          | Александр Шаров Кстово    | Дмитрий Лебедев Пышма              | Илья Лебедев Пышма Денис Мухин Выкса                  |
| до 82 кг          | Раис Рахматуллин Новгород | Алексей Харитонов Заречный         | Павел Астапов Пышма Владимир Приказчиков Москва       |
| до 90 кг          | Эдуард Кургинян Армавир   | Альсим Черноскулов Пышма           | Теймураз Бакарадзе Москва Вячеслав Делок РСО Алания   |
| до 100 кг         | Евгений Исаев Краснокамск | Сергей Самойлович Калининград      | Артём Осипенко Брянск Максим Неганов Москва           |
| свыше 100 кг      | Виталий Минаков Брянск    | Андрей Волков Рязань               | Сергей Борискин Рязань Олег Хорпяков Москва           |

## Командный зачёт

### Среди субъектов
1. Свердловская область;
2. Нижегородская область;
3. Брянская область.

### Среди округов
1. Приволжский федеральный округ;
2. Уральский федеральный округ;
3. Москва.